# Eric Schmieder
Eric Kristian Schmieder (Hackettstown, 29 novembre 1979) è un ex cestista statunitense naturalizzato italiano, professionista in Europa.

## Palmarès
- Campione ProB (2005, 2008)